# VfBリューベック
VfBリューベック（VfB Lübeck）は、ドイツのリューベックを本拠地とするサッカークラブ。総合スポーツクラブであり、その活動はサッカーのほか、バドミントン、卓球、ハンドボールなど多岐にわたる。

## 歴史
1919年に創設された。1969年にはブンデスリーガの昇格リーグ戦に加わったが昇格を逃した。1990年代よりブンデスリーガ2部とレギオナルリーガを往復する成績が続いている。2004年のカップ戦では4強にまで残ったが、ヴェルダー・ブレーメンに敗れて決勝進出はならなかった。

## タイトル

### 国内タイトル
なし

### 国際タイトル
なし

## 歴代監督
- カール＝ハインツ・ケルベル 1996-1997

## 歴代所属選手
- 今矢直城
- フェリドーン・ツァンディ